# Титуле православних светитеља
Православни светитељи имају разне титуле које се додају њиховом имену с којим су уписани у литургијски календар канонизацијом.
| Титула                            | Скраћеница            | Значење |
| --------------------------------- | --------------------- | --- |
| Апостоли                          | ап.                   | Ученици Исуса Христоса. Разликујемо Дванаест апостола и Седамдесет апостола. |
| Апостоли мученици                 | ап. мч./ап. мц.       | Апостоли који су убијени зато што су хришћани, православци или верници помесне цркве. |
| Апостоли великомученици           | ап. вмч./ап. вмц.     | Апостоли који су претрпели највећа страдања за хришћанство, православље и помесну цркву. |
| Апостоли исповедници              | ап. исп.              | Апостоли који су отворено исповедали своје хришћанство и православље за време прогона православних хришћана и због тога су мучени али нису погубљени. За разлику од апостола мученика, апостоли исповедници су и после мучења остајали у животу. |
| Апостоли великоисповедници        | ап. висп.             | Апостоли који су отворено исповедали своје хришћанство и православље за време прогона православних хришћана и због тога су претрпели највећа мучења али нису погубљени. За разлику од апостола великомученика, апостоли великоисповедници су и после великих мучења остајали у животу. |
| Бесребреници                      |                       | Хришћани прослављени својом корисношћу и одрицањем од земаљског богатства зарад вере који су често поседовали дар исцељења не узимајући плату за свој труд. |
| Бесребреници мученици             |                       | Хришћани прослављени својом корисношћу и одрицањем од земаљског богатства зарад вере који су често поседовали дар исцељења не узимајући плату за свој труд и убијени су зато што су хришћани, православци или верници помесне цркве. |
| Бесребреници великомученици       |                       | Хришћани прослављени својом корисношћу и одрицањем од земаљског богатства зарад вере који су често поседовали дар исцељења не узимајући плату за свој труд и претрпели су највећа страдања за хришћанство, православље и помесну цркву. |
| Бесребреници исповедници          |                       | Хришћани прослављени својом корисношћу и одрицањем од земаљског богатства зарад вере који су често поседовали дар исцељења не узимајући плату за свој труд и који су отворено исповедали своје хришћанство и православље за време прогона православних хришћана и због тога су мучени али нису погубљени. За разлику од бесребреника мученика, бесребреници исповедници су и после мучења остајали у животу.                                                                         |
| Бесребреници великоисповедници    |                       | Хришћани прослављени својом корисношћу и одрицањем од земаљског богатства зарад вере који су често поседовали дар исцељења не узимајући плату за свој труд и који су отворено исповедали своје хришћанство и православље за време прогона православних хришћана и због тога су претрпели највећа мучења али нису погубљени. За разлику од бесребреника великомученика, бесребреници великоисповедници су и после великих мучења остајали у животу.                                   |
| Благоверни                        | благ.                 | Монаси, кнежеви и књегиње који су својим благочестивим животом и борбом за очување државности и утврђење православне вере јачали темеље цркве и задужили свој народ. |
| Благоверни мученици               | благ. мч.             | Монаси, кнежеви и књегиње који су својим благочестивим животом и борбом за очување државности и утврђење православне вере јачали темеље цркве и задужили свој народ и који су убијени зато што су хришћани, православци или верници помесне цркве. |
| Благоверни великомученици         | благ. вмч.            | Монаси, кнежеви и књегиње који су својим благочестивим животом и борбом за очување државности и утврђење православне вере јачали темеље цркве и задужили свој народ и који су претрпели највећа страдања за хришћанство, православље и помесну цркву. |
| Благоверни исповедници            | благ. исп.            | Монаси, кнежеви и књегиње који су својим благочестивим животом и борбом за очување државности и утврђење православне вере јачали темеље цркве и задужили свој народ и који су отворено исповедали своје хришћанство и православље за време прогона православних хришћана и због тога су мучени али нису погубљени. За разлику од благоверних мученика, благоверни исповедници су и после мучења остајали у животу.                                                                   |
| Благоверни великоисповедници      | благ. висп.           | Монаси, кнежеви и књегиње који су својим благочестивим животом и борбом за очување државности и утврђење православне вере јачали темеље цркве и задужили свој народ и који су отворено исповедали своје хришћанство и православље за време прогона православних хришћана и због тога су претрпели највећа мучења али нису погубљени. За разлику од благоверних великомученика, благоверни великоисповедници су и после великих мучења остајали у животу.                             |
| Великомученици                    | вмч./вмц.             | Светитељи који су претрпели највећа страдања за хришћанство, православље и помесну цркву. |
| Исповедници                       | исп.                  | Светитељи који су отворено исповедали своје хришћанство и православље за време прогона православних хришћана и због тога су мучени али нису погубљени. За разлику од мученика, исповедници су и после мучења остајали у животу. |
| Великоисповедници                 | висп.                 | Светитељи који су отворено исповедали своје хришћанство и православље за време прогона православних хришћана и због тога су претрпели највећа мучења али нису погубљени. За разлику од великомученика, великоисповедници су и после великих мучења остајали у животу. |
| Мироточиви                        | мч./мц.               | Светитељи чије су мошти испуштале свето и мирисно уље (миро). |
| Мироточиви мученици               | ммч./ммц.             | Светитељи чије су мошти испуштале свето и мирисно уље (миро) и који су убијени зато што су хришћани, православци или верници помесне цркве. |
| Мироточиви великомученици         | мвмч./мвмц.           | Светитељи чије су мошти испуштале свето и мирисно уље (миро) и који су претрпели највећа страдања за хришћанство, православље и помесну цркву. |
| Мироточиви исповедници            | мисп.                 | Светитељи чије су мошти испуштале свето и мирисно уље (миро) и који су отворено исповедали своје хришћанство и православље за време прогона православних хришћана и због тога су мучени али нису погубљени. За разлику од мироточивих мученика, мироточиви исповедници су и после мучења остајали у животу. |
| Мироточиви великоисповедници      | мвисп.                | Светитељи чије су мошти испуштале свето и мирисно уље (миро) и који су отворено исповедали своје хришћанство и православље за време прогона православних хришћана и због тога су претрпели највећа мучења али нису погубљени. За разлику од мироточивих великомученика, мироточиви великоисповедници су и после великих мучења остајали у животу. |
| Мученици                          | мч./мц.               | Светитељи који су убијени зато што су хришћани, православци или верници помесне цркве. Новомученици су мученици који су страдали у времену после пада Цариграда 1453. године под Османску власт па све до данас. |
| Светитељи                         | свт.                  | Сви царског, краљевског, кнежевског и деспотског порекла и архијереји прослављени праведним животом и пастирским деловањем. |
| Светитељи мученици                | свт. мч./свт. мц.     | Сви царског, краљевског, кнежевског и деспотског порекла и архијереји убијени због праведног живота и пастирског деловања. |
| Светитељи великомученици          | свт. вмч./свт. вмц.   | Сви царског, краљевског, кнежевског и деспотског порекла и архијереји који су претрпели највећа страдања за хришћанство, православље и помесну цркву. |
| Светитељи исповедници             | свт. исп.             | Сви царског, краљевског, кнежевског и деспотског порекла и архијереји који су отворено исповедали своје хришћанство и православље за време прогона православних хришћана и због тога су мучени али нису погубљени. За разлику од светитеља мученика и после мучења остајали су у животу. |
| Светитељи великоисповедници       | свт. висп.            | Сви царског, краљевског, кнежевског и деспотског порекла и архијереји који су отворено исповедали своје хришћанство и православље за време прогона православних хришћана и због тога су претрпели највећа мучења али нису погубљени. За разлику од светитеља великомученика и после великих мучења остајали су у животу. |
| Праведници                        | прав.                 | Мирјани и свештенослужитељи белог свештенства/белог монаштва, који исповедају праведан живот. |
| Праведници мученици               | прав. мч./мц.         | Мирјани и свештенослужитељи белог свештенства/белог монаштва, који исповедају праведан живот и који су убијени зато што су хришћани, православци или верници помесне цркве. |
| Праведници великомученици         | прав. вмч./вмц.       | Мирјани и свештенослужитељи белог свештенства/белог монаштва, који исповедају праведан живот и који су претрпели највећа страдања за хришћанство, православље и помесну цркву. |
| Праведници исповедници            | прав. исп.            | Мирјани и свештенослужитељи белог свештенства/белог монаштва који су отворено исповедали своје хришћанство и православље за време прогона православних хришћана и због тога су мучени али нису погубљени. За разлику од праведника мученика, праведни исповедници су и после мучења остајали у животу. |
| Праведници великоисповедници      | прав. висп.           | Мирјани и свештенослужитељи белог свештенства/белог монаштва који су отворено исповедали своје хришћанство и православље за време прогона православних хришћана и због тога су претрпели највећа мучења али нису погубљени. За разлику од праведника великомученика, праведници великоисповедници су и после великих мучења остајали у животу. |
| Праоци                            |                       | Старозаветни патријарси који су дали обрасце благочестивог живота. Родитељи и супруг пресвете Богородице, апостол Јаков (брат Господњи) такође се називају праоцима. За апостола Јакова постоји и назив Богоотац (и цар Давид често се назива Богооцем). |
| Праоци мученици                   |                       | Старозаветни патријарси који су дали обрасце благочестивог живота и страдали за хришћанство, православље и помесну цркву. |
| Праоци великомученици             |                       | Старозаветни патријарси који су дали обрасце благочестивог живота и претрпели највећа страдања за хришћанство, православље и помесну цркву. |
| Праоци исповедници                |                       | Старозаветни патријарси који су дали обрасце благочестивог живота и отворено исповедали своје хришћанство и православље за време прогона православних хришћана и због тога су мучени али нису погубљени. За разлику од праоца мученика, праоци исповедници су и после мучења остајали у животу. |
| Праоци великоисповедници          |                       | Старозаветни патријарси који су дали обрасце благочестивог живота и отворено исповедали своје хришћанство и православље за време прогона православних хришћана и због тога су претрпели највећа мучења али нису погубљени. За разлику од праоца великомученика, праоци великоисповедници су и после великих мучења остајали у животу. |
| Преподобнoвеликомученици          | прпвмч./прпвмц.       | Мученици за веру из монашког реда који су претрпели највећа страдања за хришћанство, православље и помесну цркву. |
| Преподобномученици                | прпмч./прпмц.         | Монаси који су живели побожним и подвижничким животом (пустиножитељи, отшелници, безмолвници) и страдали за хришћанство, православље и помесну цркву. |
| Преподобни                        | прп.                  | Монаси који су живели побожним и подвижничким животом (пустиножитељи, отшелници, безмолвници). |
| Преподобнoисповедници             | прписп.               | Монаси који су живели побожним и подвижничким животом (пустиножитељи, отшелници, безмолвници) и отворено исповедали своје хришћанство и православље за време прогона православних хришћана и због тога су мучени али нису погубљени. За разлику од преподобномученика, преподобни исповедници су и после мучења остајали у животу. |
| Преподобнoвеликоисповедници       | прпвисп.              | Монаси који су живели побожним и подвижничким животом (пустиножитељи, отшелници, безмолвници) и отворено исповедали своје хришћанство и православље за време прогона православних хришћана и због тога су мучени али нису погубљени. За разлику од преподобновеликомученика, преподобни великоисповедници су и после великих мучења остајали у животу. |
| Пророци                           |                       | Библијска лица која су преносила народу вољу Божију и проповедали је на територији древног Израела и Јудеје. Постоји 18 Старозаветних пророка и један Новозаветни - свети Јован Крститељ. |
| Пророци мученици                  |                       | Старозаветни пророци који су убијени због преношења и проповедања воље Божије на територији древног Израела и Јудеје. |
| Пророци великомученици            |                       | Старозаветни пророци који су претрпели највећа страдања због преношења и проповедања воље Божије на територији древног Израела и Јудеје. |
| Пророци исповедници               |                       | Старозаветни пророци који су мучени али нису погубљени због преношења и проповедања воље Божије на територији древног Израела и Јудеје. За разлику од пророка мученика, пророци исповедници су и после мучења остајали у животу. |
| Пророци великоисповедници         |                       | Старозаветни пророци који су претрпели највећа страдања али нису погубљени због преношења и проповедања воље Божије на територији древног Израела и Јудеје. За разлику од пророка великомученика, пророци великоисповедници су и после великих мучења остајали у животу. |
| Равноапостолски                   |                       | Светитељи чији је рад био од великог доприноса за Православну Цркву било својим значајним мисионарским радом проповедајући Јеванђеље или помажући да Црква нађе своје место у друштву. |
| Равноапостолски мученици          |                       | Светитељи чији је рад био од великог доприноса за Православну Цркву било својим значајним мисионарским радом проповедајући Јеванђеље или помажући да Црква нађе своје место у друштву и који су због тога страдали за хришћанство, православље или помесну цркву. |
| Равноапостолски великомученици    |                       | Светитељи чији је рад био од великог доприноса за Православну Цркву било својим значајним мисионарским радом проповедајући Јеванђеље или помажући да Црква нађе своје место у друштву и који су због тога претрпели највећа страдања за хришћанство, православље или помесну цркву. |
| Равноапостолски исповедници       |                       | Светитељи чији је рад био од великог доприноса за Православну Цркву било својим значајним мисионарским радом проповедајући Јеванђеље или помажући да Црква нађе своје место у друштву и који су отворено исповедали своје хришћанство и православље за време прогона православних хришћана и због тога су мучени али нису погубљени. За разлику од равноапостолских мученика, равноапостолски исповедници су и после мучења остајали у животу.                                       |
| Равноапостолски великоисповедници |                       | Светитељи чији је рад био од великог доприноса за Православну Цркву било својим значајним мисионарским радом проповедајући Јеванђеље или помажући да Црква нађе своје место у друштву и који су отворено исповедали своје хришћанство и православље за време прогона православних хришћана и због тога су претрпели највећа мучења али нису погубљени. За разлику од равноапостолских великомученика, равноапостолски великоисповедници су и после великих мучења остајали у животу. |
| Свештеномученици                  | сшмч./сшмц.           | Епископи, свештеници и патријарси који су страдали за хришћанство, православље или помесну цркву. |
| Свештеновеликомученици            | сшвмч./сшвмц.         | Епископи, свештеници и патријарси који су претрпели највећа страдања за хришћанство, православље или помесну цркву. |
| Свештеноисповедници               | сшисп.                | Епископи, свештеници и патријарси који су претрпели мучења за хришћанство, православље или помесну цркву, отворено исповедајући хришћанство и православље за време прогона православних хришћана, мучени али не и погубљени. За разлику од свештеномученика и после мучења су остајали у животу. |
| Свештеновеликоисповедници         | сшвисп.               | Епископи, свештеници и патријарси који су претрпели највећа мучења за хришћанство, православље или помесну цркву, отворено исповедајући хришћанство и православље за време прогона православних хришћана, веома мучени али не и погубљени. За разлику од свештеновеликомученика и после великих мучења су остајали у животу. |
| Столпници                         |                       | Светитељи који су у раном хришћанству за време византијског царства живели на стубу у посту и молитви и тако проповедали веру. |
| Столпници мученици                |                       | Светитељи који су у раном хришћанству за време византијског царства живели на стубу у посту и молитви и тако проповедали веру и који су страдали за хришћанство, православље или помесну цркву. |
| Столпници великомученици          |                       | Светитељи који су у раном хришћанству за време византијског царства живели на стубу у посту и молитви и тако проповедали веру и који су претрпели највећа страдања за хришћанство, православље или помесну цркву. |
| Столпници исповедници             |                       | Светитељи који су у раном хришћанству за време византијског царства живели на стубу у посту и молитви и тако проповедали веру и који су отворено исповедали своје хришћанство и православље за време прогона православних хришћана и због тога су мучени али нису погубљени. За разлику од столпника мученика, столпници исповедници су и после мучења остајали у животу. |
| Столпници великоисповедници       |                       | Светитељи који су у раном хришћанству за време византијског царства живели на стубу у посту и молитви и тако проповедали веру и који су отворено исповедали своје хришћанство и православље за време прогона православних хришћана и због тога су претрпели највећа мучења али нису погубљени. За разлику од столпника великомученика, столпници великоисповедници су и после великих мучења остајали у животу.                                                                      |
| Страстотерпци                     |                       | Вољни страдалници овенчани због непротивљења злу и потпуног привољења Царству Небеском. |
| Страстотерпци мученици            |                       | Вољни страдалници овенчани због непротивљења злу и потпуног привољења Царству Небеском који су страдали за хришћанство, православље или помесну цркву. |
| Страстотерпци великомученици      |                       | Вољни страдалници овенчани због непротивљења злу и потпуног привољења Царству Небеском који су претрпели највећа страдања за хришћанство, православље и помесну цркву. |
| Страстотерпци исповедници         |                       | Вољни страдалници овенчани због непротивљења злу и потпуног привољења Царству Небеском који су отворено исповедали своје хришћанство и православље за време прогона православних хришћана и због тога су мучени али нису погубљени. За разлику од страстотерпаца мученика, страстотерпци исповедници су и после мучења остајали у животу. |
| Страстотерпци великоисповедници   |                       | Вољни страдалници овенчани због непротивљења злу и потпуног привољења Царству Небеском који су отворено исповедали своје хришћанство и православље за време прогона православних хришћана и због тога су претрпели највећа мучења али нису погубљени. За разлику од страстотерпаца великомученика, страстотерпци великоисповедници су и после великих мучења остајали у животу. |
| Чудотворци                        |                       | Светитељи познати по чудима. |
| Чудотворци мученици               |                       | Светитељи познати по чудима убијени зато што су хришћани, православци или верници помесне цркве. |
| Чудотворци великомученици         |                       | Светитељи познати по чудима који су претрпели највећа страдања за хришћанство, православље и помесну цркву. |
| Чудотворци исповедници            |                       | Светитељи познати по чудима који су отворено исповедали своје хришћанство и православље за време прогона православних хришћана и због тога су мучени али нису погубљени. За разлику од чудотвораца мученика, чудотворци исповедници су и после мучења остајали у животу. |
| Чудотворци великоисповедници      |                       | Светитељи познати по чудима који су отворено исповедали своје хришћанство и православље за време прогона православних хришћана и због тога су претрпели највећа мучења али нису погубљени. За разлику од чудотвораца великомученика, чудотворци великоисповедници су и после великих мучења остајали у животу. |
| Затворници                        |                       | Светитељи који су живели одвојено од света да би се посветили духовним созерцањима често проводећи године у малој просторији где им је дотурана храна. |
| Затворници мученици               |                       | Светитељи који су живели одвојено од света да би се посветили духовним созерцањима често проводећи године у малој просторији где им је дотурана храна и који су убијени зато што су хришћани, православци или верници помесне цркве. |
| Затворници великомученици         |                       | Светитељи који су живели одвојено од света да би се посветили духовним созерцањима често проводећи године у малој просторији где им је дотурана храна и који су претрпели највећа страдања за хришћанство, православље и помесну цркву. |
| Затворници исповедници            |                       | Светитељи који су живели одвојено од света да би се посветили духовним созерцањима често проводећи године у малој просторији где им је дотурана храна и који су отворено исповедали своје хришћанство и православље за време прогона православних хришћана и због тога су мучени али нису погубљени. За разлику од затворника мученика, затворници исповедници су и после мучења остајали у животу.                                                                                  |
| Затворници великоисповедници      |                       | Светитељи који су живели одвојено од света да би се посветили духовним созерцањима често проводећи године у малој просторији где им је дотурана храна и који су отворено исповедали своје хришћанство и православље за време прогона православних хришћана и због тога су претрпели највећа мучења али нису погубљени. За разлику од затворника великомученика, затворници великоисповедници су и после великих мучења остајали у животу.                                            |
| Јуродиви                          |                       | Подвижници који су добровољно примили на себе образ безумника. За таква лица карактеристичан је аскетски начин живота. |
| Јуродиви мученици                 |                       | Јуродиви који су убијени зато што су хришћани, православци или верници помесне цркве. |
| Јуродиви великомученици           |                       | Јуродиви који су претрпели највећа страдања за хришћанство, православље и помесну цркву. |
| Јуродиви исповедници              |                       | Јуродиви који су отворено исповедали своје хришћанство и православље за време прогона православних хришћана и због тога су мучени али нису погубљени. За разлику од јуродивих мученика, јуродиви исповедници су и после мучења остајали у животу. |
| Јуродиви великоисповедници        |                       | Јуродиви који су отворено исповедали своје хришћанство и православље за време прогона православних хришћана и због тога су претрпели највећа мучења али нису погубљени. За разлику од јуродивих великомученика, јуродиви великоисповедници су и после великих мучења остајали у животу. |
| Блажени                           | блаж.                 | Светитељи који су дали обрасце благочестивог хришћанског и православног живота. |
| Блажени мученици                  | блаж. мч./блаж. мц.   | Светитељи који су дали обрасце благочестивог хришћанског и православног живота и због тога су убијени. |
| Блажени великомученици            | блаж. вмч./блаж. вмц. | Светитељи који су дали обрасце благочестивог хришћанског и православног живота и због тога су претрпели највећа страдања. |
| Блажени исповедници               | блаж. исп.            | Светитељи који су дали обрасце благочестивог хришћанског и православног живота и због тога су мучени али нису погубљени. За разлику од блажених мученика, блажени исповедници су и после мучења остајали у животу. |
| Блажени великоисповедници         | блаж. висп.           | Светитељи који су дали обрасце благочестивог хришћанског и православног живота и због тога су претрпели највећа мучења али нису погубљени. За разлику од блажених великомученика, блажени великоисповедници су и после великих мучења остајали у животу. |

## Галерија
- мошти Св. Јована Шангајског
- Молитва Василија Јуродивог.
- Павел Сведомски, Јуродиви.
- Свети Великомученици Прњаворски